# جيري ليفينغستون
جيري ليفينغستون (بالإنجليزية: Jerry Livingston)‏ هو مؤلف موسيقى تصويرية وملحن وكاتب أغاني أمريكي، ولد في 25 مارس 1909 في دنفر في الولايات المتحدة، وتوفي في 1 يوليو 1987.

## وصلات خارجية
- جيري ليفينغستون على موقع IMDb (الإنجليزية)
- جيري ليفينغستون على موقع ميوزك برينز (الإنجليزية)
- جيري ليفينغستون على موقع قاعدة بيانات برودواي على الإنترنت (الإنجليزية)
- جيري ليفينغستون على موقع قاعدة بيانات الأفلام السويدية (السويدية)
- جيري ليفينغستون على موقع أول ميوزيك (الإنجليزية)
- جيري ليفينغستون على موقع أول ميوزيك (الإنجليزية)
- جيري ليفينغستون على موقع ديسكوغز (الإنجليزية)
- جيري ليفينغستون على موقع قاعدة بيانات الفيلم (الإنجليزية)
- جيري ليفينغستون على موقع كينوبويسك (الروسية)